# Sigmodon alleni
Sigmodon alleni és una espècie de mamífer rosegador de la família dels cricètids. És endèmic de l'oest de Mèxic, des del sud de Sinaloa fins al sud d'Oaxaca, on viu a altituds d'entre 0 i 3.050 msnm. Els seus hàbitats naturals són els boscos caducifolis tropicals i els boscos humits de pins i roures. Està amenaçat per la desforestació.
L'espècie fou anomenada en honor del zoòleg i ornitòleg estatunidenc Joel Asaph Allen.